# UCI-Trial-Weltcup 2008
Beim UCI-Trial-Weltcup 2008 wurden durch die Union Cycliste Internationale die Weltcupsieger im Trial ermittelt.

## Ablauf
Der Weltcup 2008 bestand aus drei Läufen:
- Kortrijk: 18.–20. Januar
- Barcelona: 11.–13. April
- Knokke-Heist: 2.–3. August
- Moutier: 6.–7. September

Alle Wettbewerbe fanden in Europa statt, auch die Mehrheit der Teilnehmer kam von dort; der Rest der Welt wurde durch einige Teilnehmer aus Kanada und Chile vertreten.

## Männer 20 Zoll
In der 20-Zoll-Klasse nahmen 74 Fahrer aus 12 Nationen an den Wettbewerben teil.
| # | Datum        | Ort          | Erster     | Zweiter          | Dritter          |
| - | ------------ | ------------ | ---------- | ---------------- | ---------------- |
| 1 | 20. Januar   | Kortrijk     | Benito Ros | Carles Diaz      | Karol Serwin     |
| 2 | 13. April    | Barcelona    | Benito Ros | Rafał Kumorowski | Diego Barrio Roa |
| 3 | 3. August    | Knokke-Heist | Benito Ros | Carles Diaz      | Rick Koekoek     |
| 4 | 7. September | Moutier      | Benito Ros | Rick Koekoek     | Loris Braun      |

Gesamtwertung
| Platz | Name               | Punkte |
| ----- | ------------------ | ------ |
| 1     | Benito Ros         | 500    |
| 2     | Carles Diaz        | 410    |
| 3     | Rick Koekoek       | 362    |
| 4     | Sebastian Hoffmann | 353    |
| 5     | Karol Serwin       | 344    |
| 6     | Loris Braun        | 319    |

## Männer 26 Zoll
In der 26-Zoll-Klasse gab es 79 Teilnehmer aus 13 Nationen.
| # | Datum        | Ort          | Erster             | Zweiter            | Dritter            |
| - | ------------ | ------------ | ------------------ | ------------------ | ------------------ |
| 1 | 20. Januar   | Kortrijk     | Gilles Coustellier | Daniel Comas       | Kenny Belaey       |
| 2 | 13. April    | Barcelona    | Kenny Belaey       | Daniel Comas       | Gilles Coustellier |
| 3 | 3. August    | Knokke-Heist | Gilles Coustellier | Kenny Belaey       | Vincent Hermance   |
| 4 | 7. September | Moutier      | Vincent Hermance   | Gilles Coustellier | Kenny Belaey       |

Gesamtwertung
| Platz | Name               | Punkte |
| ----- | ------------------ | ------ |
| 1     | Gilles Coustellier | 465    |
| 2     | Kenny Belaey       | 445    |
| 3     | Vincent Hermance   | 425    |
| 4     | Guillaume Dunand   | 334    |
| 5     | Daniel Comas       | 320    |
| 6     | Wesley Belaey      | 295    |

## Frauen
Der Frauen-Weltcup zählte neun Teilnehmerinnen.
| # | Datum        | Ort          | Erste      | Zweite        | Dritte        |
| - | ------------ | ------------ | ---------- | ------------- | ------------- |
| 1 | 20. Januar   | Kortrijk     | Karin Moor | Mireia Abant  | Gemma Abant   |
| 2 | 13. April    | Barcelona    | Karin Moor | Gemma Abant   | Julie Pesenti |
| 3 | 3. August    | Knokke-Heist | Karin Moor | Julie Pesenti | Elisa Brieden |
| 4 | 7. September | Moutier      | Karin Moor | Gemma Abant   | Julie Pesenti |

Gesamtwertung
| Platz | Name          | Punkte |
| ----- | ------------- | ------ |
| 1     | Karin Moor    | 500    |
| 2     | Julie Pesenti | 420    |
| 3     | Elisa Brieden | 395    |
| 4     | Gemma Abant   | 325    |
| 5     | Mireia Abant  | 210    |
| 6     | Ulrike Wenzel | 190    |